# Muy buenos días
Muy buenos días, est une émission de télévision matinale chilienne, diffusée sur TVN et présentée par Cristián Sánchez et María Luisa Godoy.

## Animateurs

### Actuels
- Cristián Sánchez (depuis 2017)
- María Luisa Godoy (depuis 2017)

### Précédents
- Yann Yvin (2016)
- Javiera Contador (2016-2017)

## Panélistes

### Actuels
- Gino Costa (depuis 2017)
- Macarena Tondreau (depuis 2017)
- Luis Sandoval (depuis 2017)
- Cristián Arismendi (depuis 2017)
- Karen Bejarano (depuis 2017)

Presse
- Andrea Aristegui (depuis 2016)

### Précédents
- Jaime Coloma (2016-2017)
- Dominique Gallego (2016-2017)

Presse

## Équipe
- Directeur:
- Producteur: Cristián Torres
- Éditeur journalistique:
- Sub-éditrice journalistique:
- Présentation:
- Journalistes: Gino Costa et Bernardita Middleton
- Voix-off annonceur: Víctor Aranda
- Secrétaire:
- Centre de documentation: